# Smaragdkehl-Mangokolibri
Der Smaragdkehl-Mangokolibri (Anthracothorax viridigula) oder Smaragdkehlmango, gelegentlich auch Grünkehlmango genannt,  ist eine Vogelart aus der Familie der Kolibris (Trochilidae), die auf Trinidad, in Venezuela, Guyana, Suriname, Französisch-Guayana und Brasilien verbreitet ist. Der Bestand wird von der IUCN als „nicht gefährdet“ (least concern) eingeschätzt. Die Art gilt als monotypisch.

## Merkmale
Der Smaragdkehl-Mangokolibri erreicht eine Körperlänge von etwa 10,5 bis 12,5 cm bei einem Gewicht der Männchen von 7,5 bis 8,5 g und der Weibchen von 6 g. Mit Eiern wurden Weibchen auch schon mit 11 g gewogen. Das Männchen hat einen leicht gebogenen schwarzen Schnabel. Die Oberseite schimmert bronzegrün. Die Brust glitzert grün und die Mitte des Bauchs ist samtschwarz. Die Seiten sind grün bis bronzegrün. Oberschenkel und hinterer Bereich der Unterseite sind weiß. Die zentralen Steuerfedern sind dunkelbraun bis grün, die anderen schimmern violett. Die äußersten Steuerfedern haben dunkel blaue Spitzen. Das Weibchen ähnelt dem Männchen auf der Oberseite. Die Unterseite ist überwiegend weiß mit einem samtschwarzen Mittelstrich von Kinn bis zum Bauch. Der Schwanz ist ähnlich wie beim Männchen, doch mit weißen Spitzen. Jungvögel ähneln den Weibchen, haben aber die Kinnseiten und die Unterseite kastanienfarben.

## Verhalten und Ernährung
Der Smaragdkehl-Mangokolibri bezieht seinen Nektar von blühenden Bäumen. Dieses können sowohl einheimische als auch eingeführte Arten sein. Zu den Pflanzen, die er anfliegt, gehörten Arten der Gattungen der Korallenbäume, Caesalpinien, Tabebuia, Kordien und Spathodea.  Insekten wie Hautflügler, Schnabelkerfen, Gleichflügler und Käfer werden entweder im Flug erbeutet oder von den Pflanzenoberflächen heruntergepickt. An massenblühenden Bäumen verteidigen Männchen ihr Futterterritorium.

## Fortpflanzung
Nester des Smaragdkehl-Mangokolibris gibt es das ganze Jahr über, doch scheint es die meisten in den Guyanas zwischen Januar und Mai zu geben. Das Nest ist ein kleiner Kelch, der auf einer horizontalen Verzweigung in großen Bäumen angebracht wird. Dieses befindet sich meist über 10 Meter vom Boden entfernt. Die Nester sind ca. 30 mm hoch. Der Außenradius beträgt ca. 45 mm, der Innenradius ca. 35 mm. Die ca. 0,71 g schweren Eier sind ca. 16,5 × 9,5 mm groß. Die Brutdauer beträgt 14 bis 15 Tage, wobei die Jungvögel nach dem Schlüpfen 24 bis 25 Tage lang Nesthocker sind. Die Küken sind schwarz mit schwachen dunklen grauen Rückenstreifen. Nachdem die Jungtiere das Nest verlassen haben, bleiben sie noch 3 bis 4 Wochen in der Nähe der Mutter. Die erste Brut erfolgt im zweiten Lebensjahr.

## Lautäußerungen
Der Smaragdkehl-Mangokolibri gilt als eher ruhiger Zeitgenosse. Sein Gesang ist bisher nicht beschrieben. Wenn er vor Blüten schwirrt, gibt er tschep..tschep..-Laute von sich.

## Verbreitung und Lebensraum

Verbreitungsgebiet des Smaragdkehl-Mangokolibris

Der Smaragdkehl-Mangokolibri bevorzugt die Küstenregionen inklusive der Mangroven, Sumpfsavannen und ähnlichen offenen Überschwemmungsgebieten mit vereinzelten großen Bäumen. Sein Futter holt er sich meist in den Baumkronen. Er bewegt sich in Höhenlagen von Meeresspiegel bis 500 Meter.

## Migration
Der Smaragdkehl-Mangokolibri gilt in den Küstengebieten als Standvogel. Während der Blütezeit der Bäume kann es aber zu Wanderbewegungen ins Binnenland kommen.

## Etymologie und Forschungsgeschichte

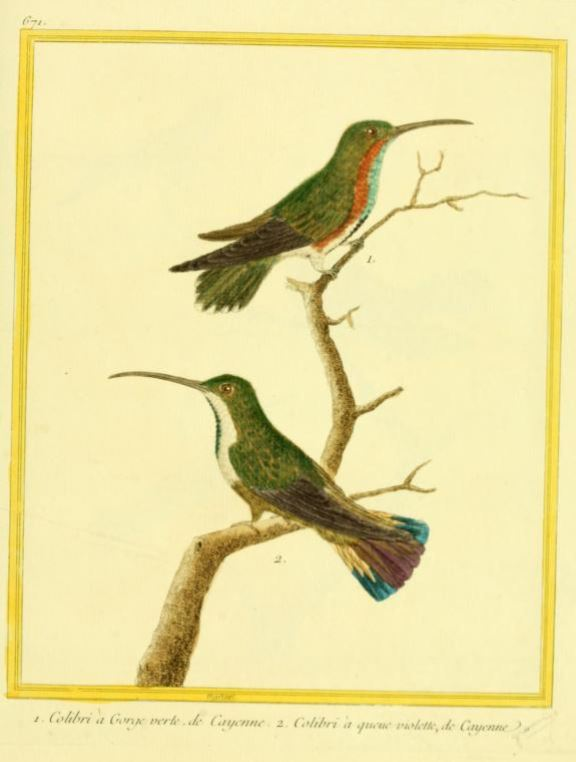
Smaragdkehl-Mangokolibri, illustriert für Buffon von Edme-Louis Daubenton

Die Erstbeschreibung des Smaragdkehl-Mangokolibris erfolgte 1783 durch Pieter Boddaert unter dem wissenschaftlichen Namen Trochilus viridigula. Das Typusexemplar bezog sich auf Colibri à cravate verte, den Georges-Louis Leclerc de Buffon 1780, bzw. Green throated Humming bird, den John Latham 1782 beschrieben hatte. Bereits 1831 führte Friedrich Boie die Gattung Anthracothorax ein. Dieser Name leitet sich vom griechischen ἄνθραξ, ἄνθρακος ánthrax, ánthrakos für „Kohle, kostbarer Stein“ und θώραξ, θώρακος thōrax, thōrakos für „Brust“ ab. Der Artname viridigula ist ein lateinisches Wortgebilde aus viridis, virere für „grün, grün sein“ und gula für „Kehle“.